# Pseudoplatystoma tigrinum
La doncella o zungarotigre (Pseudoplatystoma tigrinum) es una especie de pez de la familia Pimelodidae en el orden de los Siluriformes. En el Perú se distribuye en la cuenca del río Amazonas.

## Morfología
Los machos pueden llegar alcanzar los 130 cm de longitud total y 17 kg de peso.

## Alimentación
Come peces, cangrejos y gambas.

## Hábitat
Es un pez de agua dulce y de clima entre los 17 °C-26 °C

## Distribución geográfica

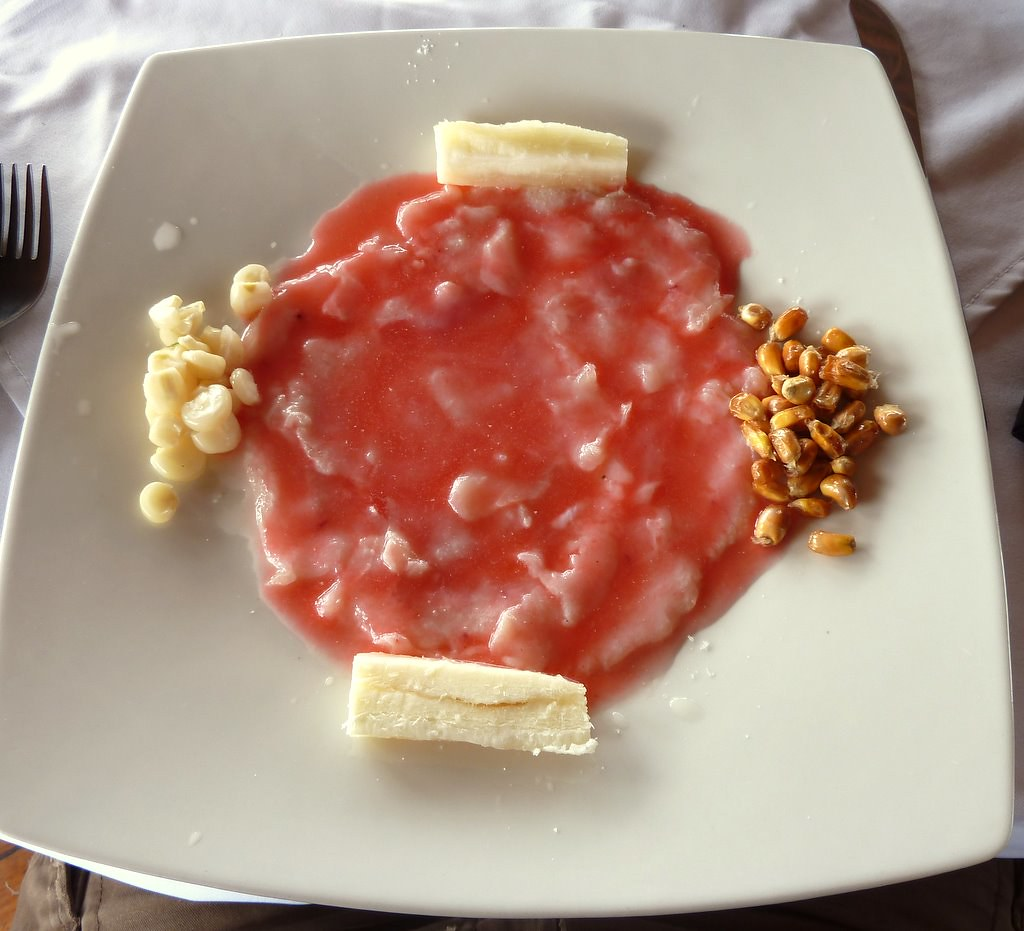
Tiradito con especies amazónicas peruanas de Iquitos, entre ellas la doncella.

Se encuentran en Sudamérica: cuencas de los ríos Río Paraná, Orinoco y Amazonas.